# 邁丹-卡拉奇埃韋齊基
48°57′16″N 27°12′17″E / 48.95444°N 27.20472°E
邁丹-卡拉奇耶韋茨基（烏克蘭語：Майдан-Карачієвецький）是位於烏克蘭西部的村莊，由赫梅利尼茨基州裡赫梅利尼茨基區的溫基夫齊市鎮負責管轄。該村始建於1506年，面積1.06平方公里，海拔高度279米，2001年人口246。